# CFEM-DT
CFEM-DT est une station de télévision québécoise située à Rouyn-Noranda, détenue par RNC Media et affiliée au réseau TVA. Avec ses antennes à Rouyn-Noranda et Val-d'Or, elle couvre la grande région de l'Abitibi-Témiscamingue.

## Histoire
Après avoir obtenu sa licence le 2 août 1978, CFEM-TV entre en ondes le 23 décembre 1979,. Radio-Québec (aujourd'hui Télé-Québec) annonce aussi sa venue la même année et entrera en ondes le 18 janvier 1980 à 18 h 30.
L'émetteur de Rouyn-Noranda portera les lettres de CFEM et il émettra sur la fréquence du canal 13 alors que l'émetteur de Lithium Mines sera connu sous les lettres de CFEM-TV-1 et il émettra sur le canal 10.
Ces deux nouvelles stations sont affiliées au réseau TVA et la diffusion devait débuter en septembre 1979 mais à cause du retard dans la livraison de pylônes la mise en place du nouveau poste a été retardée.
Le premier télé-horaire de CFEM est publié dans le journal La Frontière en janvier 1980.
En juin 2018, la station termine sa transition vers la haute définition et diffuse désormais ses bulletins d'informations en format 16:9.

### Identité visuelle (logo)

Logo de TVA de 1990 à novembre 2012.
Logo de TVA du 29 novembre 2012 au 11 novembre 2020[9].
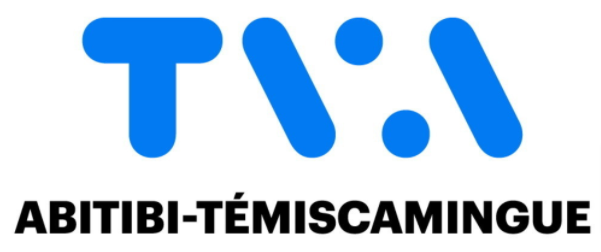
Logo de TVA depuis le 11 novembre 2020[9].

## Bulletin d'informations régionales
Chaque jour de semaine, les téléspectateurs de l'Abitibi-Témiscamingue sont conviés à deux rendez-vous d'informations régionales. Le TVA Midi à 12 h 13 et le TVA 18 heures à 17 h 58. L'animation des bulletins de la station est assurée par la journaliste Kémilia Laliberté.

### Équipe de journalistes
- Mélissa Aubert (Rouyn-Noranda)
- Andrei Audet (Rouyn-Noranda)
- Alexandre Cabana (La Sarre)
- Félix Blaquière (Val-d'Or)
- Alexis Dumont (Val-d'Or)
- Anthony Dallaire (Rouyn-Noranda)
- Kémilia Laliberté (Rouyn-Noranda)
- Yvon Moreau (Rouyn-Noranda)

## Collaboration au réseau
Depuis l'automne 2009, TVA Abitibi-Témiscamingue collabore certains matins à la fenêtre des régions à l'émission Salut, Bonjour !. Un journaliste à Rouyn-Noranda présente une nouvelle de la région à l'ensemble du Québec. L'information locale et régionale est aussi relayée tout au long de la journée sur les ondes de LCN, la chaîne d'informations en continu du Groupe TVA.

## Télévision numérique et haute définition
Depuis l'arrêt de la télévision analogique et la conversion au numérique qui a eu lieu le 31 août 2011, CFEM-DT a éteint ses antennes analogiques et a commencé à diffuser en mode numérique.

### Anciens chef d'antenne
- Mélissa Aubert (départ août 2024)

- Katherine Vandal (départ hiver 2023)
- Lili Mercure (départ hiver 2022)
- Jean-Marc Belzile (départ printemps 2016)
- Christopher Breault
- Ludovick Bourdages (départ automne 2012)
- Mélissa François (départ automne 2010)
- Marie-Claude Paradis-Desfossés
- Tanya Neveu
- Barbara Leroux
- Karine Aubin
- Véronyque Tremblay
- Karine Champagne

### Couverture par câble et satellite
CFEM est également supportée sur le câble, sur Cablevision au canal 13 en NTSC (jusqu'en novembre 2018), au 113 en Standard Definition et au 450 en haute définition et sur Câble Amos au 106 en Standard Definition et au 653 en haute définition. Elle est supportée via le satellite sur Bell Télé au canal 116 et sur Shaw Direct au canal 215 (Classique) et 402 (Avancé).